# Gran Premio degli Stati Uniti d'America 2016
Il Gran Premio degli Stati Uniti d'America 2016 è stata la diciottesima prova della stagione 2016 del Campionato mondiale di Formula 1. La gara, disputatasi domenica 23 ottobre 2016 sul circuito delle Americhe che sorge nella Contea di Travis, vicino a Austin, in Texas, è stata vinta dal britannico Lewis Hamilton su Mercedes, al suo cinquantesimo successo nel mondiale. Hamilton ha preceduto sul traguardo il suo compagno di team, il tedesco Nico Rosberg e l'australiano Daniel Ricciardo su Red Bull Racing-TAG Heuer.

## Vigilia

### Sviluppi futuri
Il pilota tedesco della Force India Nicolas Hülkenberg annuncia il suo passaggio alla Renault, dalla stagione 2017. Le due parti hanno raggiunto un accordo pluriennale, senza però specificarne la durata. Il pilota russo Daniil Kvjat viene confermato alla Scuderia Toro Rosso. Anche Valtteri Bottas è confermato dalla sua scuderia attuale, la Williams.
Non viene accettata la proposta della Mercedes di effettuare i test invernali anche sulla pista di Manama, e non solo sul Circuito di Barcellona. Per poter effettuare dei test al di fuori d'Europa è necessario il consenso della maggioranza dei team.

### Aspetti tecnici
La Pirelli, fornitrice unica degli pneumatici, porta per questa gara le mescole di tipo medio, morbido e supermorbido. Un set aggiuntivo di gomme di questo tipo sarà attribuito ai dieci piloti qualificatisi per la Q3. Tale set andrà restituito al termine delle qualifiche.
La FIA stabilisce due zone per l'attivazione del Drag Reduction System: la prima sul rettilineo tra le curve 11 e 12, con punto per la determinazione del distacco fra piloti stabilito dopo la curva 10; la seconda zona è fissata sul rettilineo dei box, con detection point posto prima della curva 19.
Sulla vettura di Lewis Hamilton è montata, per la prima volta, da parte della FOM, una telecamera che può muoversi a 360°. Dopo che, alla partenza del Gran Premio della Malesia, la vettura di Carlos Sainz Jr. rischiò di rimanere ferma sulla griglia, la FIA introduce un sensore sulle vetture, che indica al direttore di gara se la vettura non è in grado di prendere il via. Spetterà poi al direttore di gara stesso interrompere o meno la procedura di partenza. Finora invece era solo il pilota che poteva indicare un problema sulla sua vettura, senza la possibilità di utilizzare però la comunicazione radio, vietata alla partenza.
La Mercedes fornisce, anche alle scuderie clienti, ovvero Williams, Force India e Manor la versione più evoluta del motore, introdotta, sulle proprie vetture, dal Gran Premio del Belgio.

### Aspetti sportivi
A seguito delle proteste, inviate da diversi piloti, in merito al comportamento in pista di Max Verstappen, la FIA decide di meglio specificare la norma che vieta il cambio di traiettoria, da parte del pilota che si difende da un tentativo di sorpasso. Ora la norma vieta una modifica della traiettoria anche in frenata, qualora ciò comporti per il pilota, in attacco, la necessità di evitare un contatto. La FIA ha voluto anche precisare la regola in merito alle bandiere blu, che sono sventolate al pilota doppiato, per avvisarlo del sopraggiungere di piloti più rapidi. Da questa gara sul volante del pilota da doppiare, quando il leader della gara è a meno di tre secondi, dovranno accendersi delle luci di richiamo. Il doppiato dovrà poi, alla prima occasione, lasciare strada al pilota più rapido.
Il pilota messicano Alfonso Celis Jr. ha preso il posto del suo connazionale Sergio Pérez alla Force India, nel corso delle prime prove libere del venerdì. Anche Pascal Wehrlein ha ceduto il suo volante, alla Manor, a un altro pilota: l'esordiente britannico Jordan King.
Mark Blundell, ex pilota di F1, è nominato commissario aggiunto, per la gara, da parte della FIA, ha già svolto in passato tale funzione, l'ultima al Gran Premio di Singapore.

## Prove

### Resoconto
Lewis Hamilton ha ottenuto il miglior tempo, nella prima sessione di prove libere. Il campione del mondo ha preceduto di tre decimi il compagno di team Nico Rosberg. Il duo della Mercedes ha ottenuto tempi estremamente più rapidi di quelli degli avversari, con il terzo, Max Verstappen, staccato di quasi due secondi dal tempo di Hamilton. L'olandese ha però ottenuto il suo tempo con gomme medie, mentre il britannico aveva utilizzato le gomme morbide. L'utilizzo delle gomme supersoft è stato limitato, in quanto lo stato della pista, poco gommato, ne comporta un rapido deterioramento. Sebastian Vettel, ottavo, è stato penalizzato, nel suo giro più veloce, dal distacco di un elemento aerodinamico, che ha colpito uno specchietto retrovisore.
Nella seconda sessione vi è un aumento di dieci gradi della temperatura dell'asfalto, ma, a causa della scarsa pulizia delle traiettorie, le gomme supersoft continuano a subire un importante degrado. Nico Rosberg ottiene comunque il tempo migliore della sessione, con l'utilizzo di queste coperture. Il tedesco, in questo caso, si pone davanti a Daniel Ricciardo, della Red Bull, staccato di meno di due decimi, mentre terzo chiude Lewis Hamilton. Nel corso della sessione la direzione di gara è costretta a esporre la bandiera rossa, per consentire di ripulire il tracciato, dai detriti perduti dalla vettura di Romain Grosjean, dopo che lo stesso era salito su un cordolo. Al termine delle prove, Sebastian Vettel, ha subito una reprimenda, da parte dei commissari di gara, per non aver seguito le indicazioni previste in merito alla traiettoria da tenere, per l'entrata nella corsia dei box.
Le due Red Bull dominano la terza sessione di libere. Max Verstappen, unico pilota a scendere sotto il minuto e trentasette, precede Daniel Ricciardo di quasi tre decimi. Le due vetture anglo-austriache ottengono il tempo con gomme supersoft, mentre le Mercedes non sono riuscite a simulare un giro di qualifica: Rosberg ha commesso un piccolo errore, nel suo migliore tentativo, mentre Hamilton non è riuscito a terminare il suo giro entro la bandiera a scacchi, che concludeva la sessione. Al terzo posto della graduatoria si è così sistemato il ferrarista Kimi Räikkönen. L'altro pilota della scuderia italiana, Sebastian Vettel, ha accusato un problema al cambio, e ha così potuto compiere solo otto giri. La sessione è stata interrotta, da bandiera rossa, quando Pascal Wehrlein, è terminato, con la sua monoposto, in una via di fuga. Sulla Toro Rosso di Carlos Sainz Jr. si è, invece, verificata una perdita d'aria dagli pneumatici posteriori, a causa dello sfregamento del cestello dei freni, sulla gomma.

### Risultati
Nella prima sessione del venerdì si è avuta questa situazione:
| Pos | Nº | Pilota         | Costruttore               | Tempo    | Gap    | Giri |
| --- | -- | -------------- | ------------------------- | -------- | ------ | ---- |
| 1   | 44 | Lewis Hamilton | Mercedes                  | 1'37"428 |        | 25   |
| 2   | 6  | Nico Rosberg   | Mercedes                  | 1'37"743 | +0"315 | 27   |
| 3   | 33 | Max Verstappen | Red Bull Racing-TAG Heuer | 1'39"379 | +1"951 | 28   |

Nella seconda sessione del venerdì si è avuta questa situazione:
| Pos | Nº | Pilota           | Costruttore               | Tempo    | Gap    | Giri |
| --- | -- | ---------------- | ------------------------- | -------- | ------ | ---- |
| 1   | 6  | Nico Rosberg     | Mercedes                  | 1'37"358 |        | 33   |
| 2   | 3  | Daniel Ricciardo | Red Bull Racing-TAG Heuer | 1'37"552 | +0"194 | 33   |
| 3   | 44 | Lewis Hamilton   | Mercedes                  | 1'37"649 | +0"291 | 32   |

Nella sessione del sabato mattina si è avuta questa situazione:
| Pos | Nº | Pilota           | Costruttore               | Tempo    | Gap    | Giri |
| --- | -- | ---------------- | ------------------------- | -------- | ------ | ---- |
| 1   | 33 | Max Verstappen   | Red Bull Racing-TAG Heuer | 1'36"766 |        | 16   |
| 2   | 3  | Daniel Ricciardo | Red Bull Racing-TAG Heuer | 1'37"032 | +0"266 | 19   |
| 3   | 7  | Kimi Räikkönen   | Ferrari                   | 1'37"284 | +0"518 | 15   |

## Qualifiche

### Resoconto
Nella prima fase delle qualifiche il più rapido è Lewis Hamilton, che precede Nico Rosberg. La lotta per la qualificazione alla seconda fase vede eliminati i piloti della Manor, poi Romain Grosjean, Kevin Magnussen, Jenson Button e Felipe Nasr.
Nella Q2 le Mercedes optano per le gomme morbide, mentre gli altri piloti preferiscono le gomme supersoft. La scelta delle gomme in questa fase delle qualifiche determina anche il tipo di coperture con cui i piloti dovranno iniziare la gara. Tale scelta favorisce Daniel Ricciardo, il più veloce della fase, proprio davanti alle due vetture tedesche. Non passano alla fase decisiva Daniil Kvjat, Jolyon Palmer, Esteban Gutiérrez, Fernando Alonso, Marcus Ericsson e Sergio Pérez.
Nella fase finale le Mercedes rimontano le gomme di mescola supersoft: Lewis Hamilton prende il comando, davanti al compagno di scuderia Nico Rosberg. Terzo è Daniel Ricciardo, che precede Max Verstappen e le due Ferrari. Con il secondo tentativo il britannico scende sotto il muro del minuto e trentacinque, e si conferma in pole position, sempre davanti a Rosberg. Per il campione del mondo è la partenza al palo numero 58 nel mondiale, la settantesima per la Mercedes, quale costruttore.

### Risultati
Nella sessione di qualifica si è avuta questa situazione:
| Pos                         | Nº | Pilota             | Costruttore               | Q1       | Q2       | Q3       | Griglia |
| --------------------------- | -- | ------------------ | ------------------------- | -------- | -------- | -------- | ------- |
| 1                           | 44 | Lewis Hamilton     | Mercedes                  | 1'36"296 | 1'36"450 | 1'34"999 | 1       |
| 2                           | 6  | Nico Rosberg       | Mercedes                  | 1'36"397 | 1'36"351 | 1'35"215 | 2       |
| 3                           | 3  | Daniel Ricciardo   | Red Bull Racing-TAG Heuer | 1'36"759 | 1'36"255 | 1'35"509 | 3       |
| 4                           | 33 | Max Verstappen     | Red Bull Racing-TAG Heuer | 1'36"613 | 1'36"857 | 1'35"747 | 4       |
| 5                           | 7  | Kimi Räikkönen     | Ferrari                   | 1'36"985 | 1'36"584 | 1'36"131 | 5       |
| 6                           | 5  | Sebastian Vettel   | Ferrari                   | 1'37"151 | 1'36"462 | 1'36"358 | 6       |
| 7                           | 27 | Nicolas Hülkenberg | Force India-Mercedes      | 1'36"950 | 1'36"626 | 1'36"628 | 7       |
| 8                           | 77 | Valtteri Bottas    | Williams-Mercedes         | 1'37"456 | 1'37"202 | 1'37"116 | 8       |
| 9                           | 19 | Felipe Massa       | Williams-Mercedes         | 1'37"402 | 1'37"214 | 1'37"269 | 9       |
| 10                          | 55 | Carlos Sainz Jr.   | STR-Ferrari               | 1'37"744 | 1'37"175 | 1'37"326 | 10      |
| 11                          | 11 | Sergio Pérez       | Force India-Mercedes      | 1'37"345 | 1'37"353 | N.D.     | 11      |
| 12                          | 14 | Fernando Alonso    | McLaren-Honda             | 1'37"913 | 1'37"417 | N.D.     | 12      |
| 13                          | 26 | Daniil Kvjat       | STR-Ferrari               | 1'37"844 | 1'37"480 | N.D.     | 13      |
| 14                          | 21 | Esteban Gutiérrez  | Haas-Ferrari              | 1'38"053 | 1'37"773 | N.D.     | 14      |
| 15                          | 30 | Jolyon Palmer      | Renault                   | 1'38"084 | 1'37"935 | N.D.     | 15      |
| 16                          | 9  | Marcus Ericsson    | Sauber-Ferrari            | 1'38"040 | 1'39"356 | N.D.     | 16      |
| 17                          | 8  | Romain Grosjean    | Haas-Ferrari              | 1'38"308 | N.D.     | N.D.     | 17      |
| 18                          | 20 | Kevin Magnussen    | Renault                   | 1'38"317 | N.D.     | N.D.     | 18      |
| 19                          | 22 | Jenson Button      | McLaren-Honda             | 1'38"327 | N.D.     | N.D.     | 19      |
| 20                          | 94 | Pascal Wehrlein    | Manor-Mercedes            | 1'38"548 | N.D.     | N.D.     | 20      |
| 21                          | 12 | Felipe Nasr        | Sauber-Ferrari            | 1'38"583 | N.D.     | N.D.     | 21      |
| 22                          | 31 | Esteban Ocon       | Manor-Mercedes            | 1'38"806 | N.D.     | N.D.     | 22      |
| Tempo limite 107%: 1'43"036 |    |                    |                           |          |          |          |         |

In grassetto sono indicate le migliori prestazioni in Q1, Q2 e Q3.

## Gara

### Resoconto
Lewis Hamilton mantiene il comando del gran premio alla partenza, mentre Nico Rosberg è sorpassato da Daniel Ricciardo; quarto è Kimi Räikkönen. Al quinto posto si pone Max Verstappen, che tiene dietro Sebastian Vettel; il tedesco della Ferrari cerca, senza successo, nel corso del primo giro, di passare l'olandese. Seguono poi Felipe Massa, Carlos Sainz Jr. e Fernando Alonso. Nelle retrovie finisce in testacoda Sergio Pérez, mentre Valtteri Bottas subisce una foratura.
La classifica, almeno nelle prime posizioni, resta immutata fino al giro 8, quando effettuano il primo pit stop, sia Daniel Ricciardo che Kimi Räikkönen, che passano alla gomme morbide. All'uscita dai box il ferrarista si trova dietro a Button, e così vede allontanarsi Ricciardo, anche se Kimi Räikkönen è capace presto di passare il britannico della McLaren. Al nono giro c'è la sosta di Verstappen, mentre tra il decimo e undicesimo passaggio vanno ai box le due Mercedes: Rosberg opta per gomme medie, mentre Hamilton sceglie le morbide.
Anche dopo il primo giro di soste, la graduatoria rimane invariata, se non che al dodicesimo giro Verstappen passa Räikkönen. Dopo il pit stop di Vettel, Lewis Hamilton torna al comando, davanti a Ricciardo, Rosberg, Verstappen, le due Ferrari, poi Massa, Sainz e le due McLaren. In questa fase di gara, a causa delle diverse mescole scelte, Verstappen riesce ad avvicinarsi a Rosberg, senza però superarlo.
Kimi Räikkönen effettua la seconda sosta al giro 24, proprio mentre il compagno di team, Vettel, era vicino al sorpasso. Il finlandese monta gomme supersoft; un giro dopo è il turno della seconda sosta di Ricciardo (che sceglie le medie), mentre, quando, poco dopo, Verstappen si presenta ai box il team non è pronto con il nuovo set di gomme, tanto che l'olandese è costretto a rallentare e attendere l'arrivo degli pneumatici. Il pilota sarà poi costretto al ritiro, due giri dopo, per la perdita di potenza del motore della sua Red Bull Racing. La direzione di gara introduce la Virtual Safety Car. Nello stesso giro Vettel si ferma, per la seconda volta, e monta gomme medie.
Le due Mercedes effettuano la seconda sosta al giro 32, optando entrambe per le gomme medie. Hamilton guida ora davanti al compagno di squadra Rosberg, che ha superato, ai box, Ricciardo, ora terzo. Seguono poi le due Ferrari. Al pit stop anche Sainz ha guadagnato una piazza, a Massa.
Kimi Räikkönen tenta di avvicinarsi a Ricciardo, ma al giro 39 è richiamato ai box, per la terza sosta. Al momento del rientro in pista però una ruota non è fissata correttamente alla vettura, e il finlandese decide di parcheggiare la sua Ferrari sulla corsia di uscita dei box, prima di rientrare, in retro, nel paddock.
Sainz si trova pressato sia da Massa che da Alonso. Lo spagnolo della McLaren, al cinquantaduesimo giro, ha la meglio sul pilota della Williams. Al giro 54 Vettel effettua la terza sosta, mentre al giro 55 Alonso passa anche Sainz.
Lewis Hamilton vince per la cinquantesima volta nel mondiale, davanti a Nico Rosberg e Daniel Ricciardo. Hamilton è il terzo pilota a centrare l'impresa della cinquantesima vittoria nel mondiale, dopo Alain Prost e Michael Schumacher.

### Risultati
I risultati del Gran Premio sono i seguenti:
| Pos | Nº | Pilota             | Costruttore          | Giri | Tempo/Ritiro            | Griglia | Punti |
| --- | -- | ------------------ | -------------------- | ---- | ----------------------- | ------- | ----- |
| 1   | 44 | Lewis Hamilton     | Mercedes             | 56   | 1h38'12"618             | 1       | 25    |
| 2   | 6  | Nico Rosberg       | Mercedes             | 56   | +4"520                  | 2       | 18    |
| 3   | 3  | Daniel Ricciardo   | Red Bull-TAG Heuer   | 56   | +19"692                 | 3       | 15    |
| 4   | 5  | Sebastian Vettel   | Ferrari              | 56   | +43"134                 | 6       | 12    |
| 5   | 14 | Fernando Alonso    | McLaren-Honda        | 56   | +1'33"953               | 12      | 10    |
| 6   | 55 | Carlos Sainz Jr.   | STR-Ferrari          | 56   | +1'36"124               | 10      | 8     |
| 7   | 19 | Felipe Massa       | Williams-Mercedes    | 55   | +1 giro                 | 9       | 6     |
| 8   | 11 | Sergio Pérez       | Force India-Mercedes | 55   | +1 giro                 | 11      | 4     |
| 9   | 22 | Jenson Button      | McLaren-Honda        | 55   | +1 giro                 | 19      | 2     |
| 10  | 8  | Romain Grosjean    | Haas-Ferrari         | 55   | +1 giro                 | 17      | 1     |
| 11  | 26 | Daniil Kvjat       | STR-Ferrari          | 55   | +1 giro                 | 13      |       |
| 12  | 20 | Kevin Magnussen    | Renault              | 55   | +1 giro                 | 18      |       |
| 13  | 30 | Jolyon Palmer      | Renault              | 55   | +1 giro                 | 15      |       |
| 14  | 9  | Marcus Ericsson    | Sauber-Ferrari       | 55   | +1 giro                 | 16      |       |
| 15  | 12 | Felipe Nasr        | Sauber-Ferrari       | 55   | +1 giro                 | 21      |       |
| 16  | 77 | Valtteri Bottas    | Williams-Mercedes    | 55   | +1 giro                 | 8       |       |
| 17  | 94 | Pascal Wehrlein    | Manor-Mercedes       | 55   | +1 giro                 | 20      |       |
| 18  | 31 | Esteban Ocon       | Manor-Mercedes       | 54   | +2 giri                 | 22      |       |
| Rit | 7  | Kimi Räikkönen     | Ferrari              | 38   | Ruota                   | 5       |       |
| Rit | 33 | Max Verstappen     | Red Bull-TAG Heuer   | 28   | Cambio                  | 4       |       |
| Rit | 21 | Esteban Gutiérrez  | Haas-Ferrari         | 16   | Freni                   | 14      |       |
| Rit | 27 | Nicolas Hülkenberg | Force India-Mercedes | 1    | Collisione con V.Bottas | 7       |       |

## Classifiche mondiali

### Piloti
| Pos | Pilota             | Punti |
| --- | ------------------ | ----- |
| 1   | Nico Rosberg       | 331   |
| 2   | Lewis Hamilton     | 305   |
| 3   | Daniel Ricciardo   | 227   |
| 4   | Sebastian Vettel   | 177   |
| 5   | Kimi Räikkönen     | 170   |
| 6   | Max Verstappen     | 165   |
| 7   | Sergio Pérez       | 84    |
| 8   | Valtteri Bottas    | 81    |
| 9   | Nicolas Hülkenberg | 54    |
| 10  | Fernando Alonso    | 52    |
| 11  | Felipe Massa       | 49    |
| 12  | Carlos Sainz Jr.   | 38    |
| 13  | Romain Grosjean    | 29    |
| 14  | Daniil Kvjat       | 25    |
| 15  | Jenson Button      | 21    |
| 16  | Kevin Magnussen    | 7     |
| 17  | Jolyon Palmer      | 1     |
| 18  | Pascal Wehrlein    | 1     |
| 19  | Stoffel Vandoorne  | 1     |

### Costruttori
| Pos | Costruttore          | Punti |
| --- | -------------------- | ----- |
| 1   | Mercedes             | 636   |
| 2   | Red Bull-TAG Heuer   | 400   |
| 3   | Ferrari              | 347   |
| 4   | Force India-Mercedes | 138   |
| 5   | Williams-Mercedes    | 130   |
| 6   | McLaren-Honda        | 74    |
| 7   | Toro Rosso-Ferrari   | 55    |
| 8   | Haas-Ferrari         | 29    |
| 9   | Renault              | 8     |
| 10  | Manor-Mercedes       | 1     |

## Decisioni della FIA
Al termine della gara, la Direzione di gara penalizza di dieci secondi sul tempo totale e di due punti sulla Superlicenza, Kevin Magnussen, per aver superato i limiti della pista, al fine di passare Daniil Kvjat, nelle fasi finali della gara. Il pilota danese perde così una posizione e retrocede al dodicesimo posto della graduatoria finale. Lo stesso pilota russo, oltre alla penalità di dieci secondi comminatagli in gara, subisce la decurtazione di due punti sulla Superlicenza per il contatto con Sergio Pérez.
La direzione di gara ha invece comminato una multa di 5.000 dollari alla Ferrari, per avere reinviato in pista Kimi Räikkönen, senza che gli pneumatici fossero fissati in sicurezza.
Non stati presi provvedimenti nei confronti di Fernando Alonso, per il sorpasso effettuato su Felipe Massa.